# Марк Кардона
Марк Кардона-і-Ровіра (ісп. Marc Cardona y Rovira; 8 липня 1995, Льєйда) — іспанський футболіст, грає за «Барселону» на позиції нападника.

### Клубна кар'єра
Народився Кардона в місті Льєйда у Каталонії. В молодості представляв ФК «Сан-Беніто». У 2014 році приєднався до «Атлетіко Санлукеньйо» і дебютував за клуб 24 серпня 2014 року.
Кардона з'являвся в першій команді рідко під час свого першого сезону перебування в клубі. У своєму другому сезоні він став одним з ключових гравців, допомігши в просуванні команди до Другого дивізіону Б, забивши 20 голів, в тому числі хет-трик в домашньому поєдинку з «Севільєю Б» (5:1) 24 січня 2016 року.
29 червня 2016 року Кардона приєднався до «Барселони Б», яка виступала в третьому дивізіоні. Він зробив дебют в «Барселоні Б» 20 серпня, забивши всі голи своєї команди в переможному матчі проти «Атлетіко Сагунтіно» (3:1).
Кардона зробив свій дебют у головній команді «Барселони» 30 листопада 2016 року, коли він замінив Карлеса Аленью в матчі кубка з «Еркулесом». Дебютував в Лізі чемпіонів шість днів по тому, замінивши на 74-й хвилині Арда Турана в домашньому матчі проти «Боруссії» (Менхенгладбах) (4:0).